# Citroën Acadiane
El Citroën Acadiane o Dyane 400 es un  vehículo comercial derivado del Citroën Dyane y producido por el fabricante francés Citroën. Reemplaza las furgonetas 2CV AK400 desde marzo de 1978 hasta 1987, de las que se llegaron a producir 253 393 unidades.

## Historia

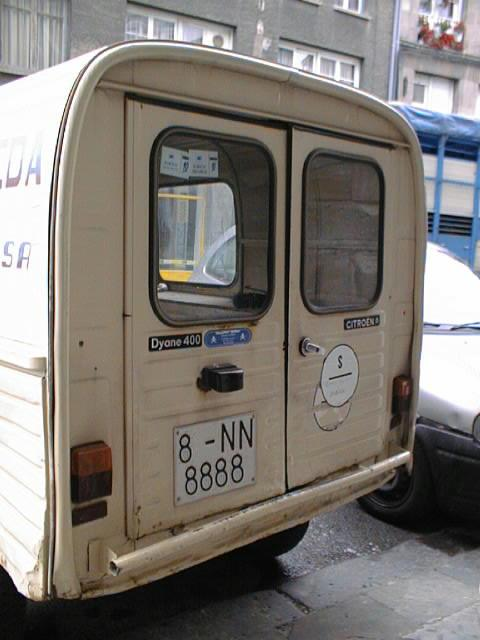
Dyane 400 español

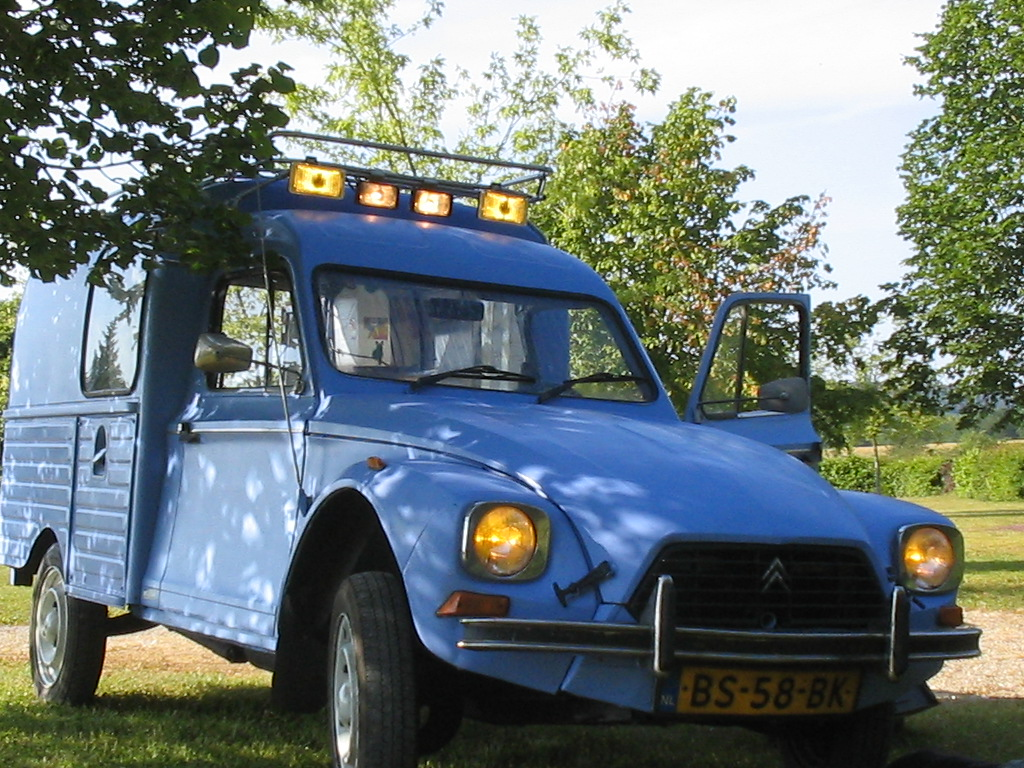
Citroën Acadiane.

Fue presentado en marzo de 1978, 11 años después del turismo. 
En el mercado español recibió el nombre "Dyane 6/400" (posteriormente "Dyane 400"), en referencia a los 400kg de carga útil. En el resto de países se optó por la sencilla combinación "AK"+Dyane (AK, propia de la furgoneta 2CV AKS 400).
A pesar de ser el derivado más conocido, existieron otras variantes comerciales como la furgoneta 602 (fabricada en Irán) o los Cimos Citroën Dak y Geri (fabricados en la antigua Yugoslavia). La Citroën Acadiane fue producida desde 1978 hasta 1987.

## Producción
La producción total del Acadiane, en todos los países, fue de 253.393 unidades. A continuación se incluye el detalle año por año:
| Año: | 1977 | 1978   | 1979   | 1980   | 1981   | 1982   | 1983   | 1984   | 1985  | 1986  | 1987  |
| Uds: | 141  | 37.787 | 49.679 | 45.438 | 30.881 | 36.054 | 20.377 | 12.756 | 8.429 | 7.915 | 3.936 |

## Colores
El Acadiane fue producido principalmente en colores beige (Gacela, Nevada, Colorado y finalmente Atlas), azul (Nomeolvides, Uzès y Laguna) y blanco (Alaska y Lily). En Alemania, Bélgica y los Países Bajos también estuvieron disponibles otros colores (amarillo, verde y rojo).